# Gone for Goode
"Gone for Goode" é o primeiro episódio da primeira temporada da série policial Homicide: Life on the Street. Ele foi exibido pela primeira vez nos Estados Unidos em 31 de janeiro de 1993 pela NBC, imediatamente após o Super Bowl XXVII. O episódio foi escrito pelo criador da série Paul Attanasio e dirigido pelo produtor executivo Barry Levinson. "Gone for Goode" introduziu o elenco regular composto por Daniel Baldwin, Ned Beatty, Richard Belzer, Andre Braugher, Clark Johnson, Yaphet Kotto, Melissa Leo, Jon Polito e Kyle Secor.
O episódio conecta vários subenredos envolvendo os detetives da unidade de homicídios do Departamento de Polícia de Baltimore e estabelece arcos de histórias que continuariam ao longo da temporada. Entre eles está a investigação de Meldrick Lewis e Steve Crosetti sobre uma viúva que mata seus maridos pelo dinheiro do seguro, como também o novato Tim Bayliss recebendo o caso do assassinato de uma menina de 11 anos de idade. Ambos os subenredos foram tirados diretamente de Homicide: A Year on the Killing Streets, o livro de não ficção escrito por David Simon em 1991 de onde a série é baseada.
"Gone for Goode" foi assistido por 18,24 milhões de telespectadores, a maior audiência da primeira temporada, apesar da NBC ter ficado desapontada com os números. O episódio recebeu boas críticas em sua exibição original. Levinson venceu um Primetime Emmy Award pela direção do episódio, e recebeu uma indicação ao Directors Guild of America Award. Attanasio recebeu uma indicação ao Writers Guild of America Award pelo roteiro deste episódio.

## Enredo
Os detetives Meldrick Lewis e Steve Crosetti procuram por um projétil há alguns metros de distância do corpo de um homem baleado. A namorada do homem, que foi baleada na cabeça durante o incidente mas sobreviveu, diz à polícia que sua tia, Calpurnia Chruch, contratou um assassino para matá-la pelo dinheiro do seguro. Os dois descobrem que Church anteriormente havia recebido o dinheiro do seguro vindo de cinco maridos mortos. Suspeitando que ela matou seus maridos, Lewis e Crosetti exumam o corpo do marido mais recente para uma autópsia, porém eles descobrem que o corpo que estava enterrado era do homem errado.
Beau Felton hesita em assumir um novo caso porque ele teme que será muito difícil de se resolver, então o caso é assumido por sua parceira, Kay Howard, que recentemente resolveu onze assassinatos em seguida. Eles investigam o corpo de um homem morto em um porão, e para a surpresa de Felton, Howard resolve o caso rapidamente. O dono da casa, Jerry Jempsen, a chama durante a investigação e concorda em ser interrogado, agindo de forma extremamente nervosa. Ele eventualmente é acusado do crime.
John Munch reluta em prosseguir o caso do assassinato da usuária de drogas Jenny Goode, que foi atropelada. O caso não tem pistas novas há três meses, porém seu parceiro Stanley Bolander o faz continuar examinando. Munch não faz nenhum progresso após interrogar a família e reexaminar notas. Baseado em testemunhas que viram um homem de cabelo loiro longo junto com um carro preto, ele passa a noite olhando fotos de suspeitos até achar um homem com um carro preto danificado na frente e com longos cabelos negros, porém com sobrancelhas loiras. Munch e Bolander o interrogam, acreditando que o suspeito tingiu seu cabelo para mudar sua aparência após o assassinato. Ele rapidamente confessa tê-la atropelado por estar bêbado.
Al "Gee" Giardello diz a Frank Pembleton, um excelente e solitário detetive, que ele deve trabalhar com um parceiro. Pembleton vai investigar a morte de um homem de 65 anos de idade junto com o novato Tim Bayliss. Bayliss inicialmente acredita ele morreu de um ataque do coração, porém Pembleton determina que foi um homicídio pelo carro do homem ter desaparecido. A polícia mais tarde prende um homem chamado Johnny, que estava dirigindo o carro do morto. Durante o interrogatório, Pembleton faz com que o suspeito dispense seu Aviso de Miranda, persuadindo-o a confessar o crime. Bayliss, apesar de convencido da culpa de Johnny, questiona a abordagem realizada por seu parceiro, fazendo com que Pembleton grite com ele na frente dos outros detetives. Mais tarde, Bayliss responde à seu primeiro homicídio como detetive principal: o assassinato brutal de Adena Watson, uma menina de 11 anos de idade.

## Produção

### Desenvolvimento e roteiro

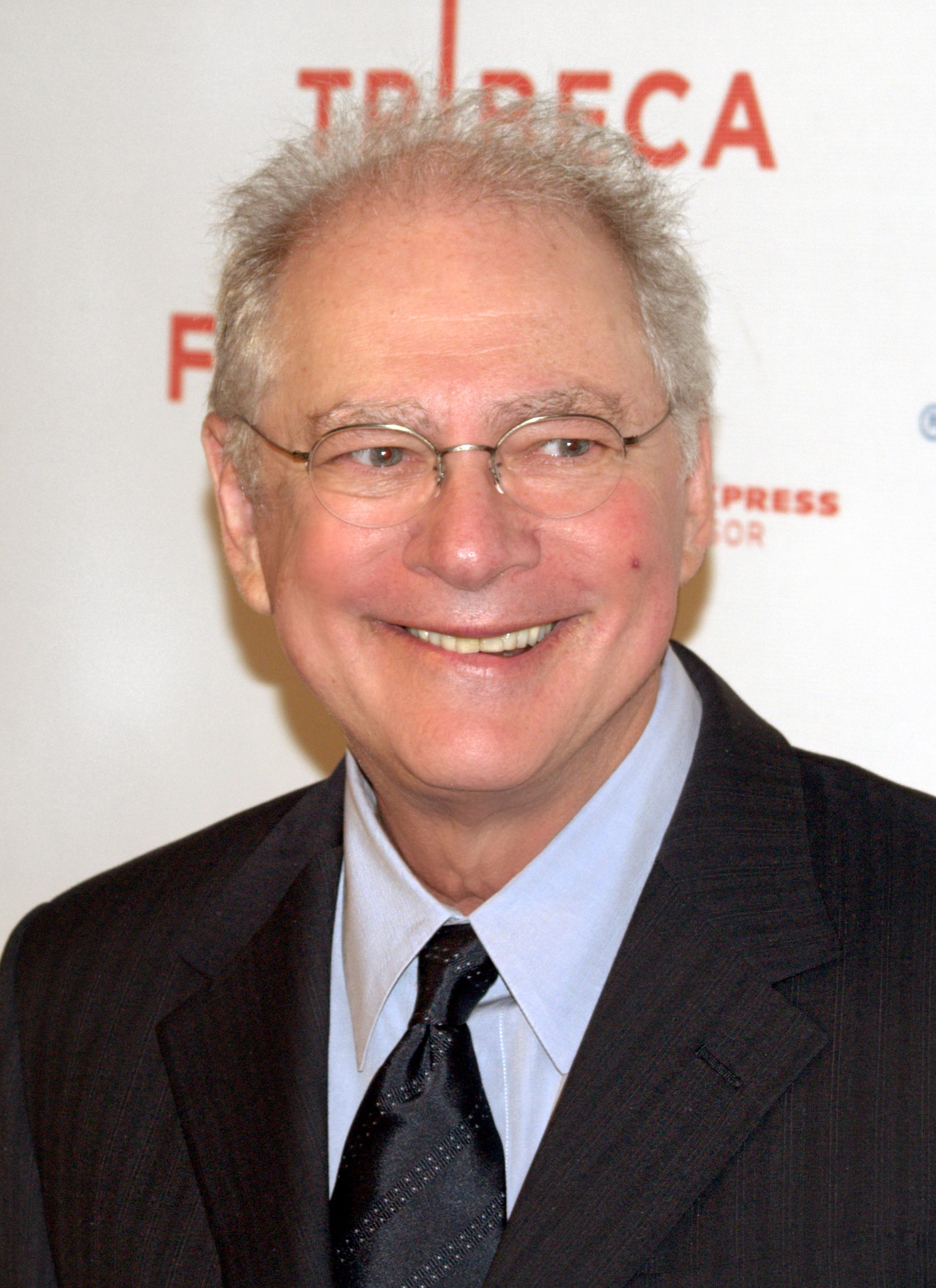
Barry Levinson, produtor executivo de Homicide: Life on the Street, dirigiu "Gone for Goode".

"Gone for Goode" foi escrito pelo criador de Homicide: Life on the Street, Paul Attanasio, e dirigido pelo produtor executivo Barry Levinson. Levinson queria criar uma série de televisão baseada em Homicide: A Year on the Killing Streets, um livro de não-ficção escrito por David Simon em 1991 baseado no ano que ele passou com os detetives de homicídio do Departamento de Polícia de Baltimore. Levinson e o também produtor executivo Tom Fontana contrataram Attanasio para adaptar elementos do livro em um roteiro para o primeiro episódio. Foi o primeiro roteiro televisivo que Attanasio escreveu. O episódio foi filmado pelo diretor de fotografia Wayne Ewing. Stan Warnow começou trabalhando como editor, porém saiu antes do processo ser concluido por diferenças criativas com Levinson. Tony Black terminou a edição de "Gone for Goode", porém não retornou para o restante da temporada, e Jay Rabinowitz trabalhou como o editor dos episódios restantes. Os figurinos do episódio foram desenhados por Van Smith, porém ele subsequentemente também não retornou. Apesar de ter sido o primeiro episódio de Homicide: Life on the Street, ele tecnicamente não foi um episódio piloto porque a NBC já havia encomendado uma temporada antes de "Gone for Goode" ser produzido. O primeiro episódio tinha quatro linhas de histórias separadas, o primeiro de muitos episódios de Homicide com múltiplos subenredos. Os executivos da NBC disseram à Attanasio e Levinson que eles preferiam que o roteiro se focasse em um único homicídio ao invés de quatro, porém acabaram permitindo que o roteiro fosse filmado com os quatro subenredos. Além disso, apesar da grande divulgação que a estreia da série teve, Attanasio deliberadamente procurou introduzir o programa diretamente, evitando truques sensacionais em favor de um enredo centrado nos personagens, com humor mórbido e diálogos peculiares.
"Gone for Goode" incluia várias linhas de histórias, e até porções de diálogos, adaptados diretamente do livro Homicide: A Year on the Killing Streets. Entre eles estava a investigação de Calpurnia Church, uma mulher idosa suspeita de matar cinco maridos para poder ficar com o dinheiro das apólices de seguro. A história foi inspirada no caso real de Geraldine Parrish, que também foi acusada de matar cinco maridos pelo dinheiro do seguro, eventualmente sendo condenada por três assassinatos. Uma cena envolvendo o diretor de um funeral acidentalmente exumando o corpo errado durante a investigação de Church se espelhava em uma situação real descrita em Homicide: A Year on the Killing Streets do caso Parrish. O caso de Adena Watson, que Bayliss recebe na cena final de "Gone for Goode", foi adaptado do caso não resolvido de Latonya Kim Wallace, que ocupava uma grande porção no livro de Simon. O caso de Watson se tornou um importante arco de história durante a primeira temporada, e que acabou ficando sem resolução. O atropelamento de Jenny Goode também foi adaptado do livro, e o assassinato de um homem idoso foi inspirado em um caso que aparece no livro em que um jovem homossexual matou seu amante mais velho e roubou seu carro.
Attanasio também baseou os personagens de Homicide nos detetives do livro de Simon. As dificuldades que Bayliss passa na caso Watson, e seu grande desapontamento ao falhar, foram inspirados no detetive real de Baltimore Tom Pellegrini, que era o detetive principal do caso Wallace. A maioria dos detetives que apareceram no livro disseram ter ficado felizes com suas contrapartes ficcionais, apesar do Detetive Harry Edgerton, a inspiração para Frank Pembleton, ter feito uma objeção a cena em "Gone for Goode" que mostra o personagem bebendo leite em um bar, algo que Edgerton disse nunca ter feito.
O episódio começa com Crosetti e Lewis procurando por pistas em um beco. Levinson e Attanasio queriam uma cena de prólogo movida por um diálogo que não clarificava imediatamente o fato que os dois homens eram detetives ou o quê eles estavam procurando. O diálogo e a composição da cena foram imitados na última cena do último episódio de Homicide: Life on the Street, "Forgive Us Our Trespasses", que foi exibido em 21 de maio de 1999. Na cena final, o Detetive Rene Sheppard diz à Lewis, "A vida é um mistério, apenas aceite", uma fala dita por Crosetti no primeiro episódio. Lewis também disse, "É isso que está errado com esse trabalho. Não tenho nada para fazer com minha vida", outra fala dita por Crosetti no primeiro episódio. As primeiras cenas de "Gone for Goode" também envolviam Giardello apresentando a unidade de homicídios ao novato Bayliss. Attanasio procurou usar a orientação de Bayliss como um modo de introduzir a exposição e o pano de fundo do programa para o público também.
Ao escrever o roteiro, Attanasio junto com Levinson e Fontana queriam que os diálogos refletissem as coisas que detetives reais normalmente conversariam quando não estivessem discutindo casos de assassinato, o que levou a inclusão de várias cenas em que os personagens conversam casualmente durante o almoço ou no escritório. Fontana, que comparou as cenas com o filme Diner, dirigido por Levinson, disse, "Isso realmente fez a série ser diferente de outros programas, porque tínhamos o espaço para ter conversas que aparentemente não se conectavam com nada [da história], porém que revelavam muito sobre os personagens". Levinson especificamente pediu para que o corpo que Howard e Felton investigam estivesse em estado avançado de decomposição e atraindo insetos porque ele achou que as séries dramáticas não mostravam os corpos de maneira realista.

### Estilo visual
Uma das discussões que tivemos [foi], 'Quão bonita ela deve ser, e por quê ela tem que ser bonita? Quão minimalistas podemos ser, e então deixar essa crueza ser parte de nosso estilo?' E então isso nos permitiu filmar um programa em Baltimore, estar em locação o tempo todo [e] permitiu que a cidade se tornasse um personagem programa.

—Barry Levinson
Levinson e Fontana procuraram estabelecer muitos elementos estilísticos no episódio que definiriam a série por toda sua duração. Entre eles estava o movimento quase constante das câmeras de mão Super 16 que davam ao episódio uma aparência natural de documentário e uma edição que envolvia cortes entre duas imagens filmadas de ângulos semelhantes, o que não era comum na televisão da época. Levinson disse que os estilos de câmera e edição foram parcialmente inspirados no filme À Bout de Souffle, dirigido por Jean-Luc Godard. As cenas foram filamdas em Baltimore, como seria o caso do restante da série. O uso de câmeras de mão permitiu que as filmagens fossem realizadas com maior facilidade pela cidade, ao invés de em um estúdio em Los Angeles ou Nova Iorque, onde a maioria das séries são tipicamente filmadas. Levinson disse que sempre estar em locação permitiu que Baltimore "se tornasse uma personagem da série".
Durante as gravações, Levinson disse que ele simplesmente deixava os atores atuarem enquanto mudava a câmera de posição entre eles, ao invés de planejar cuidadosamente cada plano e filmar cada cena de vários ângulos. Esse estilo de câmera permaneceu pouco alterado até o final da série em 1999. Algumas cenas individuais envolviam vários cortes repetitos inúmeras vezes em rápida sucessão. Outro estilo visual incomum usado durante a temporada envolvia mudanças repentinas na direção da cena; um plano de um ator olhando para a direita era imediatamente seguido por um onde o ator olhava para a esquerda. Esse processo surgiu durante as sessões de edição para "Gone for Goode", onde direotr insistiu para que todas as imagens fossem editadas para incluir a melhor interpretação do ator. Durante a edição, Tony Black editou dois planos que não combinavam e começou a procurar por uma imagem que pudesse mascarar a edição. Levinson, todavia, gostou da técnica que surgiu de dois cortes conflitantes e insistiu para que as imagens permanecessem daquele jeito.
Além dos toques estilísticos, o episódio estabeleceu vários temas narrativos que permaneceram em Homicide: Life on the Street até o final. Entre eles estava o quadro onde os detetives mantinham os nomes dos casos abertos em vermelho e os fechados em preto. Os nomes de empragados da NBC e amigos da equipe da série foram usados no quadro. Notou-se que o episódio não possuia deliberadamente tiroteios e perseguições de carros em favor da história e do diálogo. Levinson e Fontana também permitiram que o humor fosse incorporado ao programa, particularmente através das interações entre os detetives; o diretor disse sobre o primeiro episódio, "Temos que informar o público, mas ao mesmo tempo você quer fazer com um senso de humor para que não pareça muito pretensioso, de certo modo". Vários traços dos personagens são estabelecidos em "Gone for Goode", incluindo a série extraordiánaria de Kay Howard com 11 casos resolvidos em sequência e o antagonismo entre Felton e Pembleton, que é demonstrado quando os dois discutem em voz alta após receberem o mesmo caso. A animosidade entre os dois foi baseada no detetive real Donald Kincaid, que foi a inspiração de Felton, e a forte antipatia que ele tinha com Harry Edgerton, como mostrado em Homicide: A Year on the Killing Streets. A série perfeita de Howard é baseada na série de sorte similar, porém mais curta, que o Detetive Rich Garvey passou na vida real, que também aparece no livro de Simon.

### Filmagens
O episódio foi filmado em um período de sete dias em Baltimore. A cena em que Pembleton e Felton tentam encontrar a viatura policial correta em uma garagem foi filmada em um salão de bailes do início do século XX. A cena mostra dúzias de AMC Cavaliers brancos. Pouco antes das filmagens de "Gone for Goode" começarem, o Departamento de Polícia de Baltimore parou de usar os Cavaliers como viaturas policiais, e concordou em vender os carros para Homicide: Life on the Street por apenas US$ 1 cada. Apesar dos carros terem sido usados como objetos de cena no episódio, apenas dois podiam ser dirigidos. As cenas que se passam no necrotério foram filmadas no verdadeiro Escritório do Examinador Médico de Baltimore. Os atores, principalmente Jon Polito, odiaram atuar no local por acharem a atmosfera muito inquietante. Ned Beatty comentou as filmagens no lugar, "A única coisa que você não consegue gravar é, meu deus, o cheiro". As fotos de identificação que Munch olha eram todas fotos de membros da equipe da série. Em uma das cenas finais do episódio, com Polito, Johnson e Belzer conversando à noite em um beco, foi criada, escrita e filmada em uma noite apenas porque estava chovendo, e a equipe de Homicide queria aproveitar a locação durante uma noite chuvosa.
Levinson considerou a cena do interrogatório em "Gone for Goode" entre Braugher, Secor e Gaberman como uma "cena definitiva" para o personagem de Frank Pembleton, porque definia a inteligência do personagem, sua rapidez, seus instintos afiados e seu estilo de interrogação. Ao filmar a cena, Levinson comentou com Fontana que como a atuação era tão boa, um episódio inteiro poderia ser feito envolvendo apenas um interrogatório policial. Os comentários parcialmente inspiraram Fontana a escrever o episódio "Three Men and Adena", que se tornou um dos episódios mais aclamados de Homicide: Life on the Street. A cena final do episódio mostra Bayliss respondendo ao assassinato de Adena Watson em um beco chuvoso. O corpo foi enrrolado em uma capa de chuva vermelha, e Levinson trabalhou com os coloristas para retirar todas as cores exeto aquele vermelho para dar um impacto maior à cena. "Gone for Goode" originalmente incluia uma cena entre Gee e Bayliss discutindo o trabalhos dos detetives na delegacia. A cena, que foi cortada do episódio final, tinha Gee comparando o trabalho aos desafios enfrentados pelo personagem literário Sherlock Holmes, como também Gee se referindo erroneamente ao antagonista principal das histórias de Holmes, o Professor Moriarty, como "Murray".
"Gone for Goode" marca a primeira aparição de Richard Belzer como Detetive John Munch, um personagem que o ator já interpretou em mais de 300 episódios e outros programas, incluindo Homicide e Law & Order: Special Victims Unit. Levinson disse que Belzer foi um "ator ruim" em seu primeiro teste com o roteiro de "Gone for Goode". O diretor pediu para ele reler o roteiro e praticar um pouco, voltando mais tarde para refazer o teste. Em seu segundo teste, Levinson disse que Belzer "ainda estava terrível", porém o ator eventualmente encontrou confiança em sua interpretação. "Gone for Goode" possuia a aprição de vários atores como convidados. Steve Harris interpretou um suspeito que mente repetidas vezes à Munch durante um interrogatório. Alexander Gaberman interpretar Johhny em "Gone for Goode". As cenas da confissão cômica envolvendo Jim Grollman como o acusado Jerry Jempson foram quase que inteiramente improvisadas.
O processo de edição de "Gone for Goode" foi difícil devido a problemas com o áudio que forçaram os produtores a refilmar várias cenas. Entretanto, o elenco e a equipe acharam que a atmosfera era divertida durante a edição, tanto que a mãe de Levinson trouxe alguns salgados caseiros para a equipe. Visitas futuras foram impedidas porque isso estava atrasando a pós-produção. Quando o elenco finalmente assistiu ao corte final do episódio, todos se abraçaram comemorando.